# Мосфилмовска улица
Мосфилмовска улица (на руски: Мосфи́льмовская у́лица) в Москва се намира в район Раменки на Западния административен окръг.
Наименувана е на разположения на нея „Мосфилм“ – най-голямата киностудия на Русия и някога на Съветския съюз.
Простира се на дължина от 3 км. Започва като продължение на Воробьовско шосе от северния край на ул. „Косигин“, върви на югозапад успоредно на Мичурински проспект, пресича кръстовището, свързващо напречно Ломоносовски проспект и Минска ул., и завива на югоизток във Виницка ул., която се свързва с Мичурински проспект.
Улицата се пресича отдясно от ул. „Пудовкин“, ул. „Пирев“, 2-ри Мосфилмовски переулок, ул. „Улоф Палме“ и Минска ул., а отляво са ул. „Косигин“, Университетски проспект, Ломоносовски проспект, ул. „Столетов“ и Виницка ул.
Чрез Воробьовско шосе (0,9 км) и Бережковска крайбрежна ул. (2,7 км) на североизток улицата се свързва с пл. „Европа“ и Киевската гара (Киевский вокзал), която е краен пункт на железопътната връзка с Киев и България. Чрез проспектите Университетски и Ломоносовски се стига до района на Московския държавен университет „М. В. Ломоносов“.
Съвсем в началото на улицата, на пресечката с ул. „Пудовкин“, се намира известната Всеруска академия по външна търговия. Край нея, в началото на ул. „Пирев“, е изграден (2011) комплекс от 2 небостъргача (53-етажен с височина 213 м, и 34-етажен със 132 м), наречен Дом на Мосфилмовска, който печели множество награди и е избран за Дом на 2012 година.
От другата страна на № 1 е разположен комплексът от сгради и градини на киностудията „Мосфилм“. След него по-нататък отсреща недалеч от улицата се намира живописната църква „Живоначална Троица“ от 1644 г., построена в някогашното тамошно село Троицкое-Голенищево. По-надолу след църквата е интересният Кръгъл дом – жилищен блок във формата на затворен пръстен.
От дясната страна следват 13 посолства, построени през 1970-1980-те години. Посолството на България се намира на № 66. Зад тях се извисяват 7 небостъргача (до 49 етажа, 188 м) от жилищния комплекс „Воробьови Гори“ (Воробьёвы горы). Отсреща се намират външнотърговската компания „Машиноимпорт“ и Институтът по международни икономически връзки.
По улицата се движат тролейбуси по маршрути 7, 17, 34, и автобуси по маршрути 67, 119, 205. Най-удобна връзка е метростанция „Университет“.